# Krastowa Gora

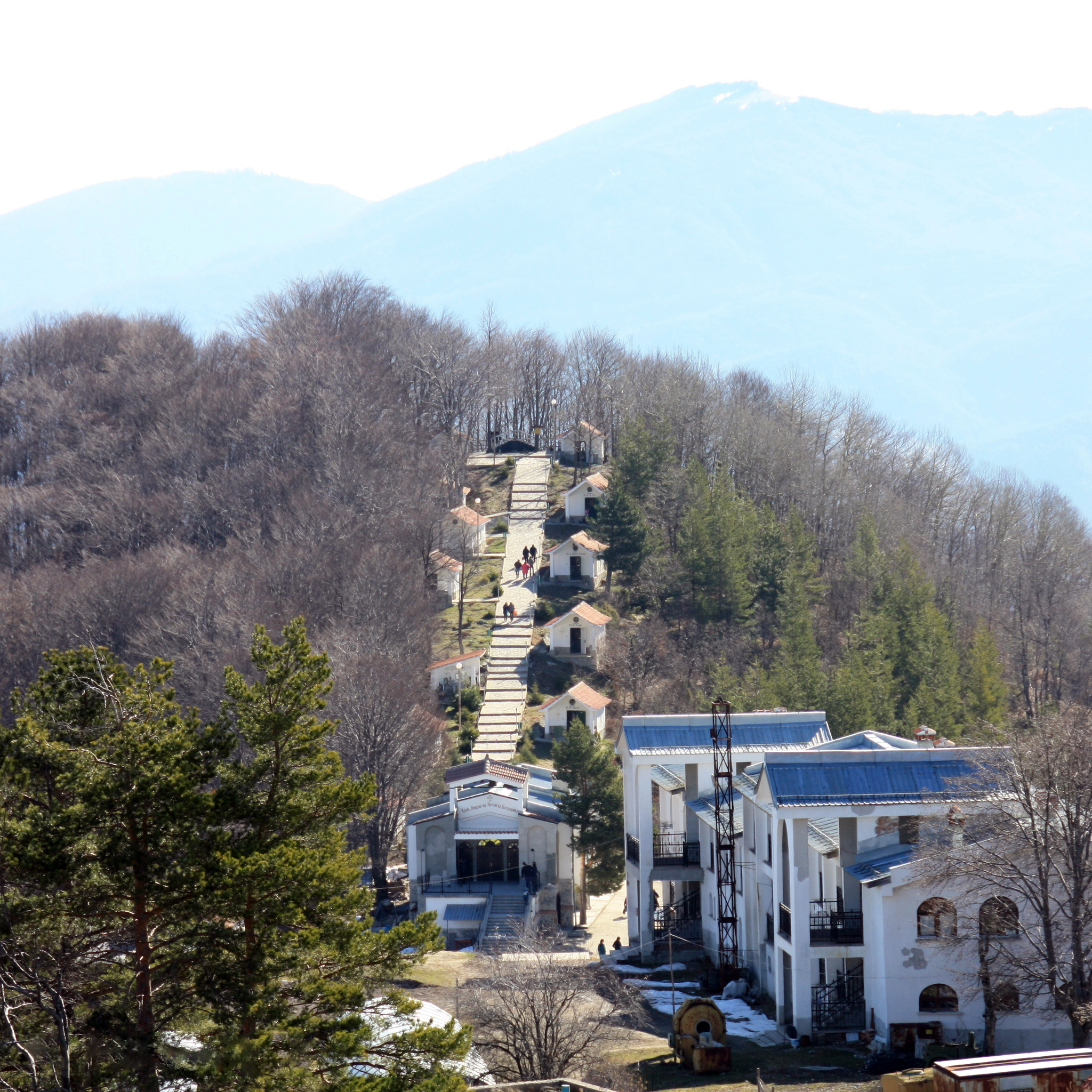
Blick auf den Kreuzweg

Krastowa Gora (bulgarisch Кръстова гора, wörtlich „Kreuzwald“) ist ein für den orthodoxen Glauben heiliger Ort auf dem Berg Krastow Wrach (Кръстов връх „Kreuzspitze“, 1413 m) in Bulgarien. Die Bezeichnung „Kreuzwald“ rührt daher, dass der Berg von einem alten Buchenwald bewachsen ist.

## Geographische Lage
Krastowa Gora liegt etwa 45 Kilometer südlich von Assenowgrad, 6 Kilometer östlich des Städtchens Borowo in den Rhodopen. An diesem Ort wurde bereits im Jahre 1002 n. Chr. ein erstes Kloster errichtet. Dieses Kloster Sweta Troiza („Heilige Dreifaltigkeit“) wurde jedoch später ausgeraubt und niedergebrannt.

## Geschichte

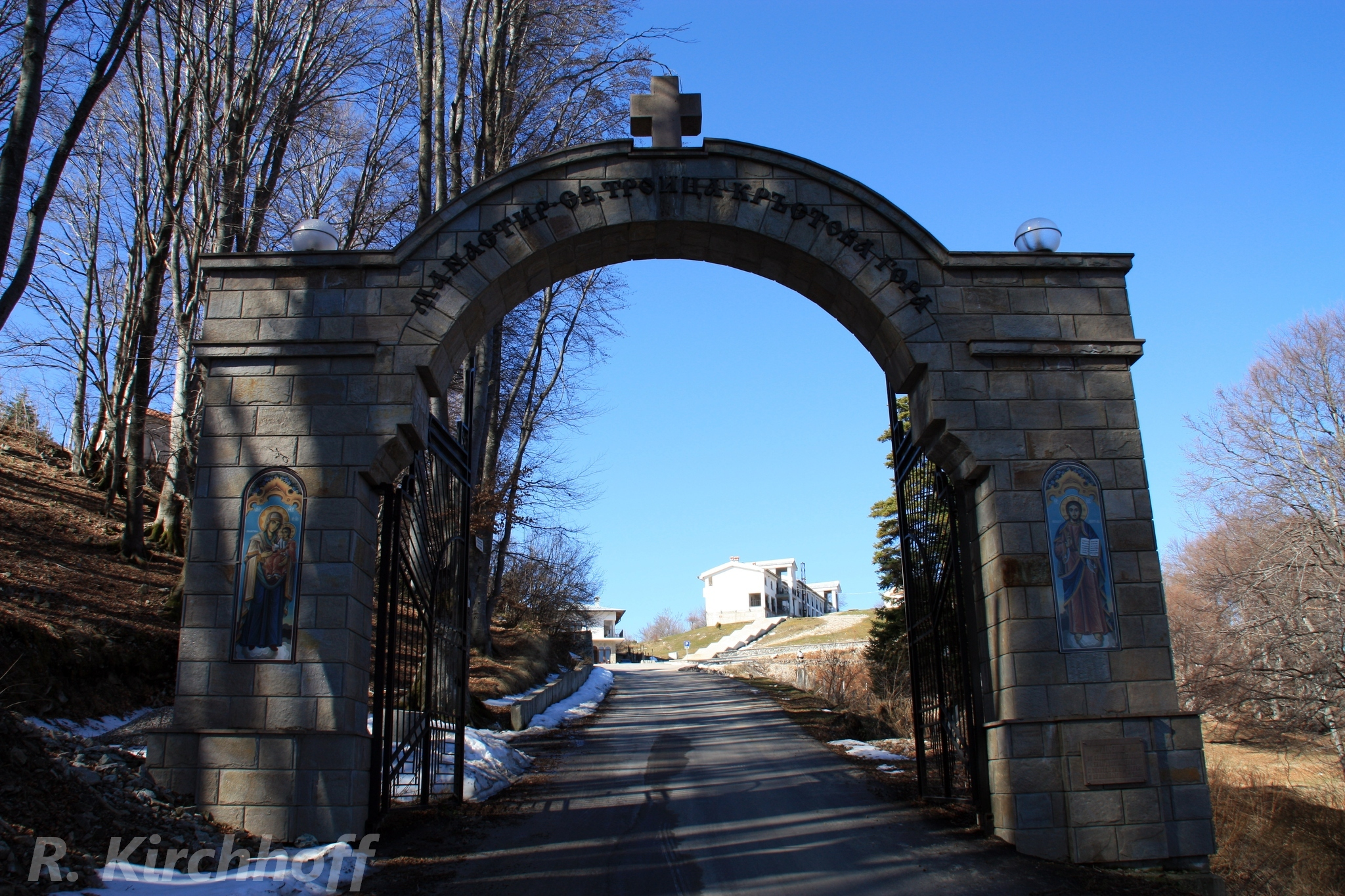
Eingang zum Dreifaltigkeitskloster

Krastowa Gora hat seinen geschichtlichen Ursprung bereits im 15. Jahrhundert. Der Überlieferung nach ruht im Kloster als Reliquie ein Teil des Heiligen Kreuzes, das von Helena, der Mutter des Kaisers Konstantin dem Großen aus Jerusalem herausgebracht und an einem geheimen Ort in Krastowa Gora vergraben wurde. Während der osmanischen Herrschaft wurde das Kloster Sweta Troiza („Heilige Dreifaltigkeit“) zerstört, dabei wurden circa 300 Mönche getötet.
Bei seiner Pilgerreise am 1. Mai 1936 spendete der bulgarische König Boris III. ein massives Eisenkreuz, das auf dem östlichen Teil des Berges aufgestellt wurde. 

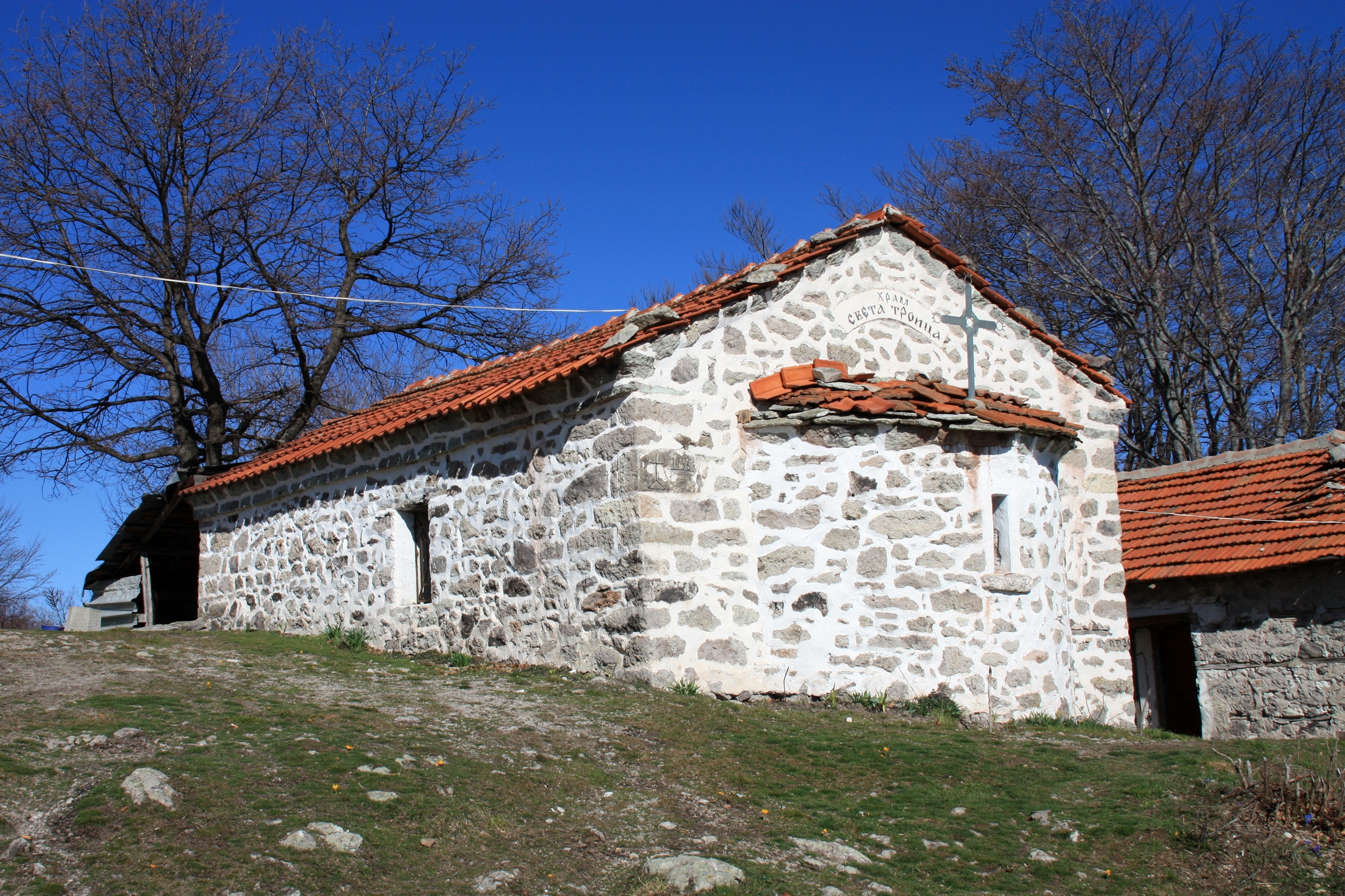
Kapelle „Heilige Dreifaltigkeit“

Im Jahr 1956 wurde auf dem westlichen Teil des Hügels die Kapelle „Heilige Dreifaltigkeit“ auf einem Teil des erhaltenen Fundaments der alten Klosterkirche errichtet. 1993 wurde mit dem Bau einer weiteren Kirche begonnen. Parallel dazu wurden an dem Kreuzweg gipfelwärts zwölf Kapellen errichtet.

## Bedeutung
Am Tag des heiligen Kreuzes (14. September) pilgern jedes Jahr Tausende orthodoxe Gläubige an den heiligen Ort, um der Liturgie zur Aufrechterhaltung der Gesundheit beizuwohnen.